# جکسون‌ویل بیچ (فلوریدا)
جکسون‌ویل بیچ (به انگلیسی: Jacksonville Beach) شهری در شهرستان دووال ایالت فلوریدا است که در سال ۱۹۰۷ بنیان‌گذاری شده‌است. این شهر طبق سرشماری سال ۲۰۱۰ میلادی، ۲۱٬۳۶۲ نفر جمعیت داشته و مساحت آن نیز ۵۶٫۹ کیلومتر مربع است.